# Karl Bilek
Karl Bilek (* 28. Januar 1932 in Gastorf, Tschechoslowakei; † 13. Juli 2022) war ein deutscher Gynäkologe und Hochschullehrer. Er lehrte an der Universität Leipzig und war von 1974 bis 1997 Direktor der Frauenklinik.

## Leben
Karl Bilek bezog 1951 die Universität Leipzig zum Medizinstudium. Dieses schloss er 1956 mit seiner Promotion zum Doktor der Medizin ab. Die Dissertation trägt den Titel Der Kaliumgehalt der reifen, unreifen und pathologischen menschlichen Plazenta – enzymanalytische und histochemische Studien in Blut und Geweben. Noch in diesem Jahr wurde er Assistent am Institut für Pathologie an der Universität. An der Universitätsfrauenklinik Leipzig begann Bilek 1958 seine Ausbildung zum Facharzt für Gynäkologie und Geburtshilfe. Diese beendete er 1964 und wurde als Arzt an der Frauenklinik angestellt. 1966 fand Bileks Habilitation für Gynäkologie und Geburtshilfe in Leipzig statt anhand der Schrift Das Verhalten der Carboanhydrase in Geburtshilfe und Gynäkologie. In diesem Jahr wurde er an der Klinik zum Oberarzt befördert und im Folgejahr von der Fakultät für Medizin als Dozent eingesetzt. Zum ordentlichen Professor ernannte ihn die Universität schließlich 1974. Zugleich übernahm er die Leitung der Universitätsfrauenklinik.
1979 zeichnete Leipzig Bilek mit dem nach Margarete Blank benannten Preis aus. 1984 organisierte er an der Universität ein Symposion zu Ehren von Robert Schröder. Fünf Jahre später veranstaltete er mit anderen den 11. Gynäkologenkongress in der DDR. In diesem Jahr, 1989, zeichnete man ihn auch als Verdienten Arzt des Volkes aus. 1992 fand auf sein Engagement hin an der Frauenklinik ein Symposion zu Ehren von Carl Siegmund Franz Credé statt. Von 1950 bis 1990 war Bilek Mitglied der SED. Seit 1960 gehörte er der Gesellschaft für Gynäkologie und Geburtshilfe der DDR an, 1990 wurde er Mitglied der Deutschen Gesellschaft für Gynäkologie und Geburtshilfe.

## Forschung
Seit den 1960er Jahren setzte sich Bilek mit der Krebstherapie auseinander, er befasste sich außerdem mit der systematischen Förderung von Perinatologie, Reproduktionsmedizin und Senologie. Während seiner Zeit als Direktor der Klinik befasste er sich mit der Frage, wie man frühzeitig eine Fehlentwicklung eines Fetus und die Fehlgeburt erkennen kann. Infolgedessen wurde die Klinik zu einem Zentralpunkt für die In-vitro-Fertilisation. Bilek arbeitete ferner an den Zeitschriften Zentralblatt für Gynäkologie und Heilberufe mit.

## Werke
- Das Verhalten der Carboanhydrase in Geburtshilfe und Gynäkologie (Leipzig 1966)
- Neue Gesichtspunkte der Theorie und Praxis der modernen Geburtshilfe (Potsdam 1964, Mitarbeit Bileks)
- Hrsg.: Lehrbuch der Geburtshilfe für Hebammen (2. Auflage, Leipzig 1986)
- Zervixkarzinom (Berlin 1987)